# Maad Saloum
Maad Saloum (aussi Bour Saloum ou Bur Saloum) signifie « roi du Saloum ». L'ancien royaume du Saloum, qui fait maintenant partie du Sénégal, était un royaume précolonial sérère. Leurs rois portaient le titre de Maad (également orthographié Mad et très rarement Maat). Ce titre royal était parfois utilisé de manière interchangeable avec celui de leurs anciens rois et grands propriétaires fonciers – les lamanes,,,,.
Entre 1493 et 1969 (la période Guelwar – la dernière dynastie maternelle), au moins quarante-neuf rois ont été couronnés Maad Saloum (roi du Saloum). Durant cette période Guelwar, Maad Saloum Mbegan Ndour (de nombreuses variantes dans l'orthographe de son nom, y compris Mbegan Ndour, Mbegani Ndour, etc.) a été le premier roi appartenant au clan Guelwar maternel. Il a régné en 1493. Maad Saloum Fodé N'Gouye Diouf fut le dernier roi du Saloum. Il régna de 1935 à 1969 – l'année de sa mort,.

## Rois du Saloum portant le titre deMaad Saloum
- Maad Saloum Mbegan Ndour, roi du Saloum (règne : 1493)[6]
- Maad Saloum Maléotane Diouf roi du Saloum (règne : 1567)[6]
- Sandéné Kodou Fall Ndao, 28e Maad Saloum à partir de 1778.
- Maad Saloum Ballé N'Gougou N'Dao (ou Ballé Khordia Ndao), roi du Saloum (règne : 1825-1853)[7]
- Maad Saloum Bala Adam N'Diaye, roi du Saloum (règne : 1853-1856)[7]
- Maad Saloum Coumba N'Dama Mbodj, roi du Saloum (règne : 1856-1859)[7]
- Maad Saloum Samba Laobé Latsouka Fall, roi du Saloum (règne : 1859-1864)[7]
- Maad Saloum Guédal Mbodj
- Maad Saloum Fodé N'Gouye Diouf, roi du Saloum (règne : 1935-1969 ; mort en 1969)[7],[8]